# Saison 1989 de la NFL
Navigation
Édition précédente Édition suivante
La saison 1989 de la NFL est la 70e saison de la National Football League. Elle voit le sacre des San Francisco 49ers à l'occasion du Super Bowl XXIV.

## Classement général
| Qualifié en play-offs |

| AFC Est              |      |      |      |        |          |            |
| Franchise            | Vic. | Déf. | Nuls | % vic. | Pts pour | Pts contre |
| Buffalo Bills        | 9    | 7    | 0    | .563   | 409      | 317        |
| Indianapolis Colts   | 8    | 8    | 0    | .500   | 298      | 301        |
| Miami Dolphins       | 8    | 8    | 0    | .500   | 331      | 379        |
| New England Patriots | 5    | 11   | 0    | .313   | 297      | 391        |
| New York Jets        | 4    | 12   | 0    | .250   | 253      | 411        |
| AFC Central          |      |      |      |        |          |            |
| Franchise            | Vic. | Déf. | Nuls | % vic. | Pts pour | Pts contre |
| Cleveland Browns     | 9    | 6    | 1    | .594   | 334      | 254        |
| Houston Oilers       | 9    | 7    | 0    | .563   | 365      | 412        |
| Pittsburgh Steelers  | 9    | 7    | 0    | .563   | 265      | 326        |
| Cincinnati Bengals   | 8    | 8    | 0    | .500   | 404      | 285        |
| AFC Ouest            |      |      |      |        |          |            |
| Franchise            | Vic. | Déf. | Nuls | % vic. | Pts pour | Pts contre |
| Denver Broncos       | 11   | 5    | 0    | .688   | 362      | 226        |
| Kansas City Chiefs   | 8    | 7    | 1    | .531   | 318      | 286        |
| Los Angeles Raiders  | 8    | 8    | 0    | .500   | 315      | 297        |
| Seattle Seahawks     | 7    | 9    | 0    | .438   | 241      | 327        |
| San Diego Chargers   | 6    | 10   | 0    | .375   | 266      | 290        |

| NFC Est             |      |      |      |        |          |            |
| Franchise           | Vic. | Déf. | Nuls | % vic. | Pts pour | Pts contre |
| New York Giants     | 12   | 4    | 0    | .750   | 348      | 252        |
| Philadelphia Eagles | 11   | 5    | 0    | .688   | 342      | 274        |
| Washington Redskins | 10   | 6    | 0    | .625   | 386      | 308        |
| Phoenix Cardinals   | 5    | 11   | 0    | .313   | 258      | 377        |
| Dallas Cowboys      | 1    | 15   | 0    | .063   | 204      | 393        |
| NFC Central         |      |      |      |        |          |            |
| Franchise           | Vic. | Déf. | Nuls | % vic. | Pts pour | Pts contre |
| Minnesota Vikings   | 10   | 6    | 0    | .625   | 351      | 275        |
| Green Bay Packers   | 10   | 6    | 0    | .625   | 362      | 356        |
| Detroit Lions       | 7    | 9    | 0    | .438   | 312      | 364        |
| Chicago Bears       | 6    | 10   | 0    | .375   | 358      | 377        |
| Tampa Bay Buccs     | 5    | 11   | 0    | .313   | 320      | 419        |
| NFC Ouest           |      |      |      |        |          |            |
| Franchise           | Vic. | Déf. | Nuls | % vic. | Pts pour | Pts contre |
| San Francisco 49ers | 14   | 2    | 0    | .875   | 442      | 253        |
| Los Angeles Rams    | 11   | 5    | 0    | .688   | 426      | 344        |
| New Orleans Saints  | 9    | 7    | 0    | .563   | 386      | 301        |
| Atlanta Falcons     | 3    | 13   | 0    | .188   | 279      | 437        |

- Indianapolis termine devant Miami en AFC Est en raison des résultats enregistrés en conférence (7-5 contre 6-8).
- Houston termine devant Pittsburgh en AFC Central en raison des résultats enregistrés en confrontations directes (2-0).
- Philadelphia gagne la première Wild Card de la NFC devant Los Angeles Rams en raison des résultats enregistrés face à des adversaires communs (6-3 contre 5-4).
- Minnesota termine devant Green Bay en NFC Central en raison des résultats enregistrés en division(6-2 contre 5-3).

## Play-offs
Les équipes évoluant à domicile sont nommées en premier. Les vainqueurs sont en gras

### AFC
- Wild Card : 
  - 31 décembre 1989 : Houston 23-26 Pittsburgh, après prolongation
- Premier tour : 
  - 6 janvier 1990 :  Cleveland 34-30 Buffalo
  - 7 janvier 1990 : Denver 24-23 Pittsburgh
- Finale AFC : 
  - 14 janvier 1990 : Denver 37-21 Cleveland

### NFC
- Wild Card : 
  - 31 décembre 1989 : Philadelphie 7-21 Los Angeles Rams
- Premier tour : 
  - 6 janvier 1990 : San Francisco 41-13 Minnesota
  - 7 janvier 1990 : New York Giants 13-19 Los Angeles Rams, après prolongation
- Finale NFC : 
  - 14 janvier 1990 : San Francisco 30-3 Los Angeles Rams

### Super Bowl XXIV
- 28 janvier 1990 : San Francisco (NFC) 55-10 Denver (AFC), au Louisiana Superdome de La Nouvelle-Orléans